# 三木滋人
三木 滋人（みき しげと、明治35年（1902年）12月26日 - 昭和43年（1968年）10月21日）は、日本の撮影技師である。
大正末年から昭和初年にかけては三木 稔（-みのる）の名で活躍し、マキノ・プロダクション時代には、脚本もものし、若手監督のマキノ正博、若手脚本家の山上伊太郎とともに、マキノのスターキャメラマンとなる。戦後もマキノ正博/雅弘に協力し、東映京都撮影所の撮影部の重鎮となった。

## 来歴

### マキノのスターキャメラマンとして
1902年（明治35年）12月26日、愛媛県に生まれる。
1916年（大正5年）、わずか14歳にして東京・大久保のM・カシー商会に入社、同年『先代萩床下』の撮影を初めて任された。同社は同年内に解散し、その後の経緯は不詳だが、21歳となる1923年（大正12年）、西宮の東亜キネマ甲陽撮影所に入社、1925年（大正14年）1月22日公開の桜庭喜八郎監督の『母』に撮影技師「三木稔」としてクレジットされている。当時すでに、牧野省三のマキノ映画製作所（等持院撮影所）は東亜キネマに合併されており、牧野は等持院・甲陽の両撮影所長であったが、同年6月に牧野は京都に御室撮影所を建設して独立、その際に三木は小笹正人新所長による甲陽撮影所に残った。その後約半年を過ぎた10月、阪田重則監督の谷崎潤一郎原作『お艶殺し』の岩岡千里と共同で撮影したのを最後に、マキノ・プロダクション御室撮影所に移籍した。
三木のマキノ入社第1作は、同年11月に公開された曾根純三のオリジナル脚本による監督作『寺小屋騒動』で、松尾文人や井上潔（のちのマキノ潔）ら子役の活躍する時代劇で、しばらく曾根の監督作のキャメラを担当した。1926年（大正15年）7月にはマキノ省三と人見吉之助の共同監督作『赭土』のキャメラマンに抜擢される。同作は、マキノ輝子、武井龍三、マキノ正唯（のちの映画監督・マキノ正博）らハイティーンの俳優の活躍する映画であり、この時期の同世代ややや年少の俳優との交流、とくに6歳下のマキノ正博との密接な関わりが、翌1927年（昭和2年）、マキノ正博の監督デビュー第3作『週間苦行』への三木のオリジナルストーリーの提供に結びつく。
ストーリー、シナリオ作家としての三木は、1927年から1928年（昭和3年）に限られ、オリジナルストーリーの多くは久保為義が脚本化し、マキノ正博が監督している。1928年に初めて書いたコメディ脚本『八笑人』は三木がキャメラを回し、マキノ正博が監督、杉狂児が主演している。また、同年の「マキノ青年派」売り出し映画『神州天馬侠』の第三篇・第四篇は、第一篇・第二篇を監督した曾根が退社し、ヴェテランの吉野二郎に監督が交代、「椎名良太」のペンネームで脚本を執筆した曾根に代わり、三木がひきつづきキャメラを回すと同時に吉川英治の原作を脚本化している。
嵐長三郎こと嵐寛寿郎のマキノ入社第1作は、曾根がマキノを退社する前の1927年に手がけているが、脚本の山上伊太郎が同作に抜擢され、三木の山上との初仕事となった。1928年4月 - 5月の片岡千恵蔵、嵐長三郎らの俳優総退社事件（日本映画プロダクション連盟の項を参照）ののちもマキノに残り、スタア去りしのちのマキノ御室撮影所で新しいスタアを生み出すべくつくられた『浪人街 第一話 美しき獲物』を撮影技師の枠を超えて協力し、20歳のマキノ正博監督、25歳の山上伊太郎脚本とともに、撮影の三木26歳を含めた3人は「新鋭トリオ」、「青春トリオ」とも称された。これは俳優だけではなく、映画作家と映画技術者をもスタアにするマキノの戦略でもある。前年、名古屋の埋立地に建てられたマキノ中部撮影所長に当時18歳のマキノ正博が就任したように、わずか26歳の三木は、撮影部長に就任する。
1929年（昭和4年）7月25日の牧野省三の没後、長男の正博を中心とした新体制が発表され、撮影部の一員として名を連ねる。翌1930年（昭和5年）7月13日に公開された正博・久保の共同監督作『嬰児殺し』のカメラを最後に、同社では作品を発表していない。当時の同社は、年末に賃金の不払いとそれに抗議するストライキが起こり、明けて1931年（昭和6年）1月には細々と映画製作が再開されるが、この時期のどこかで三木は同社を退社、帝国キネマ（帝キネ）に移籍している。

### 溝口との出逢い
「帝キネ」移籍第1作は、かつてマキノ入社第1作の監督であった曾根の『堀江六人斬 妻吉物語』で、曾根一派である杉狂児が主演している。同作は同年3月11日に公開された。「帝キネ」は同年「新興キネマ」に改組されるが、曾根とともに改組後の新興に残り、基本的に「曾根組」のキャメラマンとして活躍した。1932年（昭和7年）、川浪良太監督の杉狂児主演作『出征前』を担当、帝キネ・新興移籍後初めて、曾根以外の監督の作品のキャメラを回した。以降は、「曾根組」を基本に『恋と十手と巾着切』の広瀬五郎らのキャメラも回し、1933年（昭和8年）、溝口健二が新興で初めて監督した『祇園祭』の撮影を任された。
1935年（昭和10年）、永田雅一が興したトーキー映画を手がける「第一映画」に移籍、溝口の移籍第1作『折鶴お千』が三木の移籍第1作となった。以降、『マリヤのお雪』（1935年）、『虞美人草』（同）、『浪華悲歌』（1936年）、『祇園の姉妹』（同）と連続的に手がけ、「溝口組」に欠かせないキャメラマンとなる。1936年（昭和11年）末、ふたたび新興キネマ京都撮影所に戻る。翌1937年（昭和12年）、溝口が新興キネマ大泉撮影所（のちの東映東京撮影所）で『愛怨峡』を撮る際に、やはり三木が呼ばれ、キャメラを回した。
同作ののち、三木はしばらく新興京都で、仁科熊彦や野淵昶のキャメラを回していたが、1939年（昭和14年）4月1日に公開された森一生監督、市川右太衛門主演の『吉野勤王党』をもって「三木滋人」と改名した。改名第2作は、松竹京都撮影所での溝口監督が撮ることになった『残菊物語』であった。当時、新興キネマは松竹傘下であったので、溝口の指名によるスタッフィングが可能であった。1942年（昭和17年）1月の戦時統合による同社の大映への合併後も、大映に残り、森一生作品などを手がけた。

### マキノとの日々、ふたたび
1943年（昭和18年）、マキノ正博が所長に就任した松竹京都撮影所に正式に移籍、マキノのプロデュースによる辻吉郎・マキノ真三共同監督作品『海賊旗吹っ飛ぶ』のキャメラを回した。主演は当時のスタア高田浩吉、共演は尾上菊太郎、マキノ一家の沢村国太郎、そしてかつてスタア去りしのちのマキノ・プロダクション渾身の作『浪人街』で主役を張った南光明であった。翌1944年（昭和19年）、マキノが松竹大船撮影所でプロデュース・監督をした『不沈艦撃沈』、マキノのプロデュース、溝口の監督による『団十郎三代』（1944年）、『宮本武蔵』（同）、『名刀美女丸』（1945年）の各作品を撮影技師として支え、第二次世界大戦末期の松竹を、マキノ・溝口とともに支えた。
戦後も、松竹でマキノ、溝口両監督のキャメラマンとしての日々を過ごし、1947年（昭和22年）末、マキノ監督の『愉快な仲間』を最後に松竹を去り、一度フリーランスとなったのちに、京都に新しく設立された東急電鉄系の「東横映画」にマキノとともに移籍する。同社はマキノの実弟マキノ満男が興した会社である。入社第1作は、マキノ正博の大作『金色夜叉』前・後篇であった。同作は尾崎紅葉の有名な原作ではなく、武者小路実篤のエッセイ（あるいは戯曲）を原作とした。
1948年（昭和23年）、マキノ正博が高村正次に頼まれ、阪急電鉄の小林一三との約束で宝塚スタジオの内部に設立した「シネマ・アーチスト・コーポレーション」（CAC）に招かれ、マキノの監督作『幽霊暁に死す』などの撮影を担当する。同社の寿命は短く、三木もマキノも、やがて東横映画に戻り、マキノは「マキノ雅弘」と改名した。東横映画は、1951年（昭和26年）4月1日に3社合併により東映となるが、その直前に、かつて三木が東亜キネマ甲陽撮影所を去る際に撮った谷崎原作の『お艶殺し』をマキノがリメイクしたのが、東横でのマキノと三木の最終作品となった。
合併と同時に東映に入社した三木は、『浪人街』のリメイク『酔いどれ八萬騎』（監督マキノ雅弘、1951年）、佐々木康監督による4度目のリメイク『一本刀土俵入』（1954年）、稲垣浩の傑作のマキノ雅弘監督によるリメイク『弥太郎笠』（1960年）、東宝でのマキノ雅弘の人気シリーズのセルフ・リメイク『次郎長三国志』全4作のうち3作（1963年 - 1964年）、そして、「ポスト・チャンバラ」である「任侠もの」に火をつけた、マキノ雅弘監督の『日本侠客伝』（1964年）、『日本侠客伝 浪花篇』（1965年）の撮影技師をつとめて、1965年（昭和40年）に引退した。
1968年（昭和43年）10月21日に死去した。65歳没。晩年の一時期、内務省技術審査員も歴任した。

## 人物・エピソード
マキノ省三は「一スジ、二ヌケ、三ドウサ」（一にストーリーの面白さ、二に画面の写りの綺麗さ、三に俳優の演技）を自らの映画憲法としていたが、三木は「二ヌケ」の要求によく応えてみせ、マキノの信任が厚かった。大正期の撮影機材にはフィルターなどなく、空を撮っても白くなるだけで、雲の白さを出そうとレンズを絞ると人の顔が真っ黒になってしまって使いものにならなかった。三木はそこで、紗を使って雲を出し、人の顔にレフで光を当てて、見事に雲の白さと肌の感じを同時に撮影してみせた。感激したマキノは「三百円」という破格の祝儀を三木に弾んでいる。これは当時の総理大臣の月給と同じ額だった。
息子のマキノ正博時代になっても機転を利かせ、名ショットをものとしている。昭和5年ごろ正博が徳島で阿波踊りを撮ったとき、移動車を押していた正博が踊りに見とれてそのまま堀に落ちてしまったが、三木はその寸前にキャメラを持ってすっと避けていた、正博は「これにはマイッタ」と述懐している。
『浪人街』のあと『楽屋風呂』でくたびれ果てた「青春トリオ」（正博、三木、山上）はしばらく伊豆に休養に出かけ、羽根を伸ばした。マキノ省三は焼き雀が好物だったので、三木が空気銃を借りてきて毎朝三津ヶ浜で雀を撃ったが、三木の射撃の腕前は百発百中で、正博によると「西部劇のスタア並み」だったという。

## おもなフィルモグラフィ

### 三木稔時代
- 先代萩床下　1916年　※詳細不明
- 母　1925年　監督桜庭喜八郎
- お艶殺し　1925年　監督阪田重則、原作谷崎潤一郎、共同撮影岩岡千里
- 寺小屋騒動　1925年　監督・原作・脚本曾根純三、主演松尾文人、井上潔（マキノ潔）
- 赭土　1926年　監督マキノ省三・人見吉之助、主演マキノ輝子、武井龍三、マキノ正唯（マキノ正博 / マキノ雅弘）
- 週間苦行　1927年　原作・撮影　監督マキノ正博、脚本久保為義　※原作（オリジナルストーリー）も執筆
- 八笑人　1928年　脚本・撮影　監督マキノ正博、主演杉狂児
- 神州天馬侠 第三篇　1928年　脚本・撮影　監督吉野二郎、主演マキノ潔
- 神州天馬侠 第四篇　1928年　脚本・撮影　監督吉野二郎、主演マキノ潔
- 浪人街 第一話 美しき獲物　1928年　監督マキノ正博、原作・脚本山上伊太郎
- 嬰児殺し　1930年　監督マキノ正博・久保為義
- 堀江六人斬 妻吉物語　1931年　監督曾根純三、主演杉狂児
- 出征前　1932年　監督川浪良太、主演杉狂児
- 恋と十手と巾着切　1932年　監督広瀬五郎
- 祇園祭　1933年　監督溝口健二
- 折鶴お千　1935年　監督溝口健二
- マリアのお雪　1935年　監督溝口健二
- 虞美人草　1935年　監督溝口健二
- 浪華悲歌　1936年　監督溝口健二
- 祇園の姉妹　1936年　監督溝口健二
- 愛怨峡　1937年　監督溝口健二

### 三木滋人時代
- 吉野勤王党　1939年　監督森一生、主演市川右太衛門　※改名第1作
- 残菊物語　1939年　監督溝口健二
- 浪花女　1940年　監督溝口健二
- 海賊旗吹っ飛ぶ　1943年　製作マキノ正博、監督辻吉郎・マキノ真三、主演高田浩吉、共演尾上菊太郎、沢村国太郎、南光明
- 不沈艦撃沈　1944年　製作・監督マキノ正博
- 団十郎三代　1944年　製作マキノ正博、監督溝口健二
- 宮本武蔵　1944年　製作マキノ正博、監督溝口健二
- 名刀美女丸　1945年　製作マキノ正博、監督溝口健二
- 歌麿をめぐる五人の女　1946年　製作絲屋寿雄、監督溝口健二
- 愉快な仲間　1947年　監督マキノ正博
- 金色夜叉 前篇　1947年　監督マキノ正博、原作武者小路実篤
- 金色夜叉 後篇　1947年　監督マキノ正博、原作武者小路実篤
- 肉体の門　1948年
- 幽霊暁に死す　1948年　監督マキノ正博
- お艶殺し 1951年　監督マキノ雅弘、原作谷崎潤一郎
- 酔いどれ八萬騎　1951年　監督マキノ雅弘
- 一本刀土俵入　1954年　　監督佐々木康
- 弥太郎笠　1960年　監督マキノ雅弘
- 鳴門秘帖　1961年　監督内出好吉
- 鳴門秘帖 完結篇　1961年　監督内出好吉
- 次郎長三国志　1963年　監督マキノ雅弘
- 続・次郎長三国志　1963年　監督マキノ雅弘
- 次郎長三国志 第三部　1964年　監督マキノ雅弘
- 日本侠客伝　1964年　監督マキノ雅弘
- 日本侠客伝 浪花篇　1965年　監督マキノ雅弘　※遺作

## 註
1. 1 2 3 4 5 6 7  立命館大学衣笠キャンパスの「マキノ・プロジェクト」サイト内の「菅家紅葉氏談話」の記述を参照。なお「1916年Mパテー商会に入社」とあるが、「M・パテー商会」は1912年（大正元年）9月の日活への合併と同時に消滅しており、1915年（大正4年）に同社の経営者梅屋庄吉が設立した「M・カシー商会」（1915年 - 1916年）の誤りだと推定できる。また「21年東亜キネマ甲陽に入社」とあるが、「東亜キネマ」の創立は1923年である。同年9月1日の関東大震災後に東京から京都・大阪・西宮など関西の撮影所に移った映画人は多く、三木もそのひとりであると推測できる。
2. 1 2  #外部リンクのリンク先、Internet Movie Databaseの記述を参照。
3. ↑  立命館大学衣笠キャンパスの「マキノ・プロジェクト」サイト内の「1929年 マキノ・プロダクション御室撮影所 所員録」の記述を参照。
4. 1 2  マキノ雅裕『映画渡世 地の巻 - マキノ雅弘自伝』（平凡社、1977年 / 新装版、2002年 ISBN 4582282024）の初版 p.227、p.231-239の記述を参照。
5. ↑  『映画渡世・天の巻 マキノ雅弘伝』（マキノ雅弘、平凡社）

## 関連事項
- 愛媛県出身の人物一覧
- M・パテー商会 - M・カシー商会 （梅屋庄吉）
- 東亜キネマ - マキノ・プロダクション （牧野省三）
- 帝国キネマ - 新興キネマ - 大映
- 第一映画 （永田雅一）
- 松竹京都撮影所 （マキノ正博）
- 東横映画 - 東映京都撮影所